# Línea 672A (Interurbanos Madrid)
La línea 672A de la red de autobuses interurbanos de Madrid une el intercambiador de Moncloa (Madrid) con Cerceda.

## Características
Esta línea une la capital con Cerceda, atravesando Collado Villalba y Moralzarzal. Actúa como refuerzo de la línea 672, pero sin recorrer Mataelpino.
Circula por el carril Bus-VAO de la A-6 mientras esté abierto.
Siguiendo la numeración de líneas del CRTM, las líneas que circulan por el corredor 6 son aquellas que dan servicio a los municipios situados en torno a la A-6 y comienzan con un 6. Aquellas numeradas dentro de la decena 670 corresponden a aquellas que circulan por Moralzarzal.
La línea no mantiene los mismos horarios todo el año, desde el 1 al 31 de julio, del 1 al 31 de agosto y del 1 al 30 de septiembre se reducen progresivamente el número de expediciones los días laborables entre semana, además de los días excepcionales vísperas de festivo y festivos de Navidad en los que los horarios también cambian y se reducen. Los sábados laborables sólo dispone de una expedición desde Madrid hacia la periferia, mientras que los domingos y festivos la línea no presta servicio.
Está operada por la empresa Francisco Larrea mediante la concesión administrativa VCM-606 - Madrid – Moralzarzal – El Boalo (Viajeros Comunidad de Madrid) del Consorcio Regional de Transportes de Madrid.

## Horarios

### 1 octubre - 30 junio
| Lunes a viernes laborables | Lunes a viernes laborables | Sábados laborables |
| Madrid > Cerceda           | Cerceda > Madrid           | Madrid > Cerceda   |
| 14:15                      | 05:35                      | 22:00              |
| 15:20                      | 06:35                      |                    |
| 16:10                      | 06:40                      |                    |
| 17:30                      | 06:48                      |                    |
| 18:30                      | 07:18                      |                    |
| 20:33                      | 07:28                      |                    |
| 20:45                      | 15:05                      |                    |
| 21:20                      | 16:10                      |                    |
| 21:35                      | 17:05                      |                    |
| 21:45                      | 18:20                      |                    |
| 22:00                      |                            |                    |
| 22:10                      |                            |                    |
| 22:20                      |                            |                    |
| 22:45                      |                            |                    |
| 23:00                      |                            |                    |

### 1 - 31 julio
| Lunes a viernes laborables | Lunes a viernes laborables | Sábados laborables |
| Madrid > Cerceda           | Cerceda > Madrid           | Madrid > Cerceda   |
| 14:15                      | 05:35                      | 22:00              |
| 15:20                      | 06:35                      |                    |
| 16:10                      | 06:40                      |                    |
| 17:30                      | 06:48                      |                    |
| 18:30                      | 07:18                      |                    |
| 20:30                      | 07:28                      |                    |
| 20:50                      | 15:05                      |                    |
| 21:35                      | 16:05                      |                    |
| 22:00                      | 17:05                      |                    |
| 22:45                      | 18:20                      |                    |
| 23:00                      |                            |                    |

### 1 - 31 agosto
| Lunes a viernes laborables | Lunes a viernes laborables | Sábados laborables |
| Madrid > Cerceda           | Cerceda > Madrid           | Madrid > Cerceda   |
| 14:20                      | 05:35                      | 22:00              |
| 15:15                      | 06:35                      |                    |
| 16:10                      | 06:48                      |                    |
| 17:30                      | 07:28                      |                    |
| 18:30                      | 15:05                      |                    |
| 20:50                      | 16:05                      |                    |
| 21:30                      | 17:05                      |                    |
| 22:00                      | 18:20                      |                    |
| 22:45                      |                            |                    |
| 23:00                      |                            |                    |

### 1 - 30 septiembre
| Lunes a viernes laborables | Lunes a viernes laborables | Sábados laborables |
| Madrid > Cerceda           | Cerceda > Madrid           | Madrid > Cerceda   |
| 14:15                      | 05:35                      | 22:00              |
| 15:20                      | 06:35                      |                    |
| 16:10                      | 06:40                      |                    |
| 17:30                      | 06:48                      |                    |
| 18:30                      | 07:18                      |                    |
| 20:30                      | 07:28                      |                    |
| 20:50                      | 15:05                      |                    |
| 21:35                      | 16:05                      |                    |
| 22:00                      | 17:05                      |                    |
| 22:45                      | 18:20                      |                    |
| 23:00                      |                            |                    |

## Recorrido y paradas

### Sentido Cerceda
| Código | Parada                                      | Común con                                       | Conexión con Metro | Municipio        | Zona |
| ------ | ------------------------------------------- | ----------------------------------------------- | ------------------ | ---------------- | ---- |
| 17480  | Intercambiador de Moncloa (Dársena 25)      | 672 673                                         | Moncloa            | Madrid           |      |
| 06516  | Av. Juan Carlos I - Zoco                    | 660 664 671 672 673 681 682 683 684 685 688 691 |                    | Collado Villalba |      |
| 06523  | Ctra. Moralzarzal - Piedrahita              | 671 672 720 1 4                                 |                    | Collado Villalba |      |
| 06370  | Ctra. Moralzarzal - El Roble                | 671 672 720 876 1 4                             |                    | Collado Villalba |      |
| 06524  | Libertad - Villa Carlota                    | 671 672 876 1 4 6                               |                    | Collado Villalba |      |
| 12560  | Doctor José María Poveda - El Raso          | 671 672 876 1 4 6                               |                    | Collado Villalba |      |
| 06373  | Doctor José María Poveda - Urb. La Cerca    | 671 672 876 1 4 6                               |                    | Collado Villalba |      |
| 19346  | Prado Manzano - Urb. Peñanevada I           | 671 672 876                                     |                    | Collado Villalba |      |
| 09310  | Ctra. M-608 - Los Linarejos                 | 670 671 672 720 876                             |                    | Collado Villalba |      |
| 10234  | Ctra. M-608 - Los Chopos                    | 670 671 672 720 876                             |                    | Moralzarzal      |      |
| 10235  | Ctra. M-608 - Redondillo                    | 670 671 672 720 876                             |                    | Moralzarzal      |      |
| 21080  | Av. Salvador Sánchez Frascuelo - Est. Buses | 670                                             |                    | Moralzarzal      |      |
| 17311  | Ctra. M-608 - Polideportivo                 | 720                                             |                    | Moralzarzal      |      |
| 18965  | Cerceda - Pajar Maderero                    | 672 720 724 876                                 |                    | El Boalo         |      |
| 15554  | Cerceda - El Soto                           | 672 720 724 876                                 |                    | El Boalo         |      |

### Sentido Madrid
NOTA: Las expediciones que circulan por el carril BUS-VAO de la A-6 no realizan las paradas sombreadas en azul.
| Código                                                                                         | Parada                                   | Común con                                       | Conexión con Metro | Municipio        | Zona |
| ---------------------------------------------------------------------------------------------- | ---------------------------------------- | ----------------------------------------------- | ------------------ | ---------------- | ---- |
| 18965                                                                                          | Cerceda - Pajar Maderero                 | 672 720 724 876                                 |                    | El Boalo         |      |
| 15554                                                                                          | Cerceda - El Soto                        | 672 720 724 876                                 |                    | El Boalo         |      |
| 20222                                                                                          | Cerceda - Cº Boalo                       | 720 876                                         |                    | El Boalo         |      |
| 17312                                                                                          | Ctra. M-608 - Polideportivo              | 720                                             |                    | Moralzarzal      |      |
| 12512                                                                                          | Estación de Autobuses de Moralzarzal     | 670 671 672 876                                 |                    | Moralzarzal      |      |
| 09308                                                                                          | Ctra. M-608 - Redondillo                 | 670 671 672 720 876                             |                    | Moralzarzal      |      |
| 09309                                                                                          | Ctra. M-608 - Los Chopos                 | 670 671 672 720 876                             |                    | Moralzarzal      |      |
| 10230                                                                                          | Ctra. M-608 - Los Linarejos              | 670 671 672 720 876                             |                    | Collado Villalba |      |
| Las expediciones que atraviesan el pueblo de Collado Villalba realizan las siguientes paradas: |                                          |                                                 |                    |                  |      |
| 19345                                                                                          | Prado Manzano - Urb. Peñanevada II       | 671 672 876                                     |                    | Collado Villalba |      |
| 06398                                                                                          | Doctor José María Poveda - Urb. La Cerca | 671 672 876 4                                   |                    | Collado Villalba |      |
| 06372                                                                                          | Doctor José María Poveda - El Raso       | 671 672 876 4                                   |                    | Collado Villalba |      |
| 06371                                                                                          | Libertad - Villa Carlota                 | 671 672 876 4                                   |                    | Collado Villalba |      |
| Las expediciones que NO atraviesan el pueblo de Collado Villalba realizan la siguiente parada: |                                          |                                                 |                    |                  |      |
| 06380                                                                                          | Ctra. Moralzarzal - Col. Virgen Enebros  | 671 672 720 1 2 3 4 6                           |                    | Collado Villalba |      |
| Paradas del itinerario común                                                                   |                                          |                                                 |                    |                  |      |
| 06381                                                                                          | Ctra. Moralzarzal - El Roble             | 671 672 720 876 1 2 3 4 6                       |                    | Collado Villalba |      |
| 06516                                                                                          | Av. Juan Carlos I - Zoco                 | 660 664 671 672 673 681 682 683 684 685 688 691 |                    | Collado Villalba |      |
| 23                                                                                             | Estadística - Geografía e Historia       | Autobuses interurbanos del Corredor 6           |                    | Madrid           |      |
| 1333                                                                                           | Escuela Agronómica                       | Autobuses interurbanos del Corredor 6           |                    | Madrid           |      |
| 17480                                                                                          | Intercambiador de Moncloa (Dársena 25)   | 672 673                                         | Moncloa            | Madrid           |      |